# فزارة (أسيوط)
قرية فزارة هي إحدى القرى التابعة لمركز القوصية في محافظة أسيوط في جمهورية مصر العربية. حسب إحصاءات سنة 2006، بلغ إجمالي السكان في فزارة 15106 نسمة، منهم 7603 رجل و7503 امرأة.